# Балкан (вилает)
Ахал (на туркменски: Balkan welaýaty, Балкан велаяты) е един от 5-те вилаета (провинция) в Туркменистан. Площ 139 270 km² (най-големият по площ в Туркменистан, 28,35% от нейната територия). Население на 1 януари 2005 г. 553 500 души (най-малкият по население в Туркменистан, 8,45% от нейното население). Административен център град Балканабад. Разстояние от Ашхабад до Балканабад 438 km.

## Историческа справка
През 1869 г. на северозападния бряг на Красноводския залив е основан укрепен пункт под името Красноводск, който през 1896 г. официално е утвърден за град под същото име, а през 1991 г. е преименуван на Туркменбаши. Други четири селища са признати за градове по време на съветската власт: Кизъл-Арват (сега Сердар, 1935 г.), Казанджик (сега Берекет, 1939 г.), Небитдаг (сега Балканабад, 1946 г.) и Челекан (сега Хазар, 1956 г.). Останалите 5 града във вилаета са признати за такива след извоюването на независимостта на Туркменистан през 1991 г. Бившата Красноводска област е образувана на 21 ноември 1939 г., а на 23 януари 1947 г. е закрита и районите ѝ са прехвърлени на централно републиканско подчинение. На 4 април 1952 г. Красноводска област е възстановена, но на 9 декември 1955 г. отново е закрита и районите ѝ отново са прехвърлени на централно републиканско подчинение. На 27 декември 1973 г. областта е образувана за трети път под същото име и с център град Красноводск. През 1991 г. Красноводска област е преименувана на Балканска област, а на 18 май 1992 г. – на Балкански вилает и административният център е преместен от Туркменбаши (бивш Красноводск) в град Балканабад (бивш Небитдаг).

## Географска характеристика
Балкански вилает заема западната част на Туркменистан. На север граничи с Казахстан и Узбекистан, на юг – с Иран, на изток – с Ахалскит и Дашогузки вилает, а на запад се мие от водите на Каспийско море. В тези си граници заемат площ от 139 270 km² (най-големия по площ в Туркменистан, 28.35% от нейната площ). Дължина от север на юг 550 km, ширина от запад на изток 370 km.
Северното крайбрежие на вилаета е силно разчленено, като тук дълбоко в сушата се вдават големите заливи Кара Богаз Гол и Туркменбаши с разположения между тях Красноводски полуостров. Между Северния Челекенски и Южния Челекенски заливи дълбоко в Каспийско море се вдава полуостров Челекен. На юг крайбрежието е праволинейно от север на юг на протежение повече от 220 km.
Голяма част от територията на вилаета е заета от западната част на пустинята Каракум (Чилмамедкум, Учтаган, Октумкум, Къзълкум, Сьоюнагсак и др.), която на югозапад завършва с Прикаспийската низина, а на северозапад – с Красноводското плато (до 328 m). В югоизточната част се простират северозападните разклонения на планината Копетдаг (връх Хасардаг, 1638 m), от която в северозападна посока са разположени изолирани ниски възвишения Голям Балхан (връх Арлан 1880 m, 39°40′23″ с. ш. 54°32′35″ и. д. / 39.673056° с. ш. 54.543056° и. д.), издигаща се североизточно от административния център Балканабад. На север, по границата с Казахстан и Узбекистан навлизат крайните южни части на пустинното плато Устюрт (до 369 m). На територията на вилаета има значителни енергийни запаси, които съставляват 94% от природния газ и 12% от петрола на Туркменистан.
Климатът е рязко континентален. Средна януарска температура 0 °C, средна юлска 29 °C. Годишна сума на валежите около 150 mm. На юг, по границата с Иран протича долното течение на река Атрек със своя десен приток Сумбар. През централната част на вилаета преминава древната суха долина на река Амударя – Узбой. От югоизток на северозапад, покрай северното подножие на Копетдаг преминава последният участък (завършва при град Берекет) от най-големия в света напоителен канал Каракумския. Почвите са предимно сиви, покрити с рядка пелиново-солянкова растителност.

## Население
На 1 януари 2005 г. населението на Балканския вилает е наброявало 553 500 души (най-малкият по население в Туркменистан, 8,45% от нейното население). Гъстота – 3,97 души/km².

## Административно-териториално деление
В административно-териториално отношение Балкански вилает се поделя на 6 етрапа (района), 10 града, в т.ч. 5 града със самоуправление и 5 града с районно подчинение и 13 селища от градски тип:
- Берекетски етрап (бивш Казанджикски район), районен център град Берекет (бивш Казанджик)
- Есенкулийски етрап (бивш Хасан-Кулийски район), р.ц. град Хасан Кули
- Етрекски етрап (бивш Кизъл-Атрекски район), р.ц. град Кизъл-Атрек
- Махтумкулийски етрап (бивш Каракалински район), р.ц. град Каракала
- Сердарски етрап (бивш Кизъл-Арватски район), р.ц. град Сердар (бивш Кизъл-Арват)
- Туркменбашийски етрап (бивш Красноводски район), р.ц. град Туркменбаши (бивш Красноводск)
- Балканабад (град) (бивш Небитдаг)
- Кумдаг (град)
- Сердар (град) (бивш Кизъл-Арват)
- Туркменбаши (град) (бивш Красноводск)
- Хазар (град) (бивш Челекен)